# 俞南金
俞南金（1519年—？），字國良，浙江嘉興府平湖縣人，民籍，明朝政治人物。

## 生平
浙江鄉試第二十八名舉人。嘉靖四十一年（1562年）中式壬戌科會試第一百五十四名，二甲第八十名進士。官至四川馬湖府知府。

## 家族
曾祖俞宗；祖父俞璁；父俞懷，場大使。前母陳氏；母蔣氏。慈侍下。弟南阳、南雍、南都。